# Alessandro Fei
Alessandro Fei, född 29 november 1978 i Saronno, är en italiensk volleybollspelare. Fei vann silver vid OS 2004 och brons vid OS 2000 och 2012.